# No Name
No Name var et dansk orkester dannet omkring 1969 med en besætning oprindeligt bestående af Peter Strømberg (alt- og tenorsaxofon), Peter Mogensen (trommer), Henrik Strube (guitar), Peter Ingemann (el-bas og violin) og Lars Trolle (guitar, piano, fløjte og vokal).
No Name indspillede i 1972 albummet Fødelandssange (Polydor 2380 017); en LP med tekster af bl.a Ebbe Kløvedal Reich. Teksterne hyldede det nationale og var præget af stærk modstand imod EF. Albummet udkom op til den danske folkeafstemning om medlemskab til EF.
Inden pladedebuten med Fødelandssange havde musikerne fra No Name (bortset fra Peter Strømberg) medvirket på Sebastians første dansksprogede udgivelse, EP'en Lossepladsen bløder fra 1971.
No Name havde skiftende besætninger. Efter udgivelsen af Fødelandssange forlod Trolle og Ingemann gruppen og blev erstattet af Kim "Gustav" Gustavsson (orgel, piano og guitar) og Allan Klitgaard (el-bas).
No Name spillede på Roskilde Festival 1971 og var en af de første rock-grupper, der var tilknyttet miljøet omkring Christiania.
No Name blev opløst i 1973.

## Udgivelser
- Sarah / Larsen (single, Polydor, 1971)
- Jeg Føler Mig Så Tom / En Helt Ny Dag (single, Polydor, 1972)
- Fødelandssange (Polydor, 1972)
  - Indhold:
  - Fødelandssang 1 5:30
  - En Almindelig Mand 3:25
  - De Sorte Bagmænd 3:20
  - Skæbne 4:08
  - Kom Ned På Jorden 5:14
  - Synge Dig En Sang 6:25
  - Susanne 5:35
  - Snyd Blues 3:20
  - Folk I Avisen 5:12
  - Fødelandssang 2 2:00

## Eksterne links
- Biografi på Discogs

| Musikgruppe | Spire Denne artikel om en dansk musikgruppe er en spire som bør udbygges. Du er velkommen til at hjælpe Wikipedia ved at udvide den. |